# 大蔥鴨們
《大蔥鴨們》（日语：カモネギックス，又譯為愛情冤大頭）是日本偶像组合NMB48的第8张单曲唱片作品，由吉本R and C（よしもとアール・アンド・シー）以「laugh out loud! records」的唱片品牌於2013年10月2日发行。

## 簡介
《大蔥鴨們》是NMB48繼第7張單曲《我们的发现》發行後，間隔約4個月後發行的單曲。與前作同樣，採一張單曲多版本發行的方式上市，包括Type-A、Type-B與Type-C三個普通版本，與指定由角川書店專營網路銷售的關係企業chara-ani限量銷售的劇場盤共4種型式。三個普通版的主打A面曲與第一B面曲曲目相同，主要的差異在第二B面曲與DVD中的收錄影片之不同。
2013年8月19日，NMB48參與了富士电视台主办的“御台场合众国2013”活動，在該活動中举办「NMB48特别现场演唱会」，並在演唱會中首度发布此張新單曲的消息。雖然在消息公開同时也公布了发行时间訂於10月2日，不过当时尚未公布曲名。
在2013年9月2日，至NMB48 Team N兼任的AKB48成員市川美织首次出演Team N的“为了谁”（誰かのために）公演，在該場公演的安可時段，NMB48首次演唱主打A面曲《大蔥鴨們》，并公布了选拔成员名單。
Team N队长山本彩表示歌名是作詞的製作人秋元康自创的新造字，表达的是“歌曲中的女人认为自己像是‘背着大葱的鸭子’般，明知被利用卻還是喜歡上對方，是一首遗憾的女性角度的歌曲”。因為歌名太過詭異，現場的觀眾在聽到時還發出了一陣爆笑，在之後的對話時段，成員之一的渡邊美優紀也表達了「不覺得NMB的歌曲曲名總是有點奇怪？」的感言。
新曲的MV是在9月11日時於NMB48劇場的Team BII「好想見你」（会いたかった）公演中首度公開。這首曲子融合了電子舞曲與泡沫時代曾流行過的和式俱樂部迪斯可風格，是AKB48集團的單曲作品中前所未見的嘗試。在影片中NMB的團員們身著未來風格的金屬色澤太空裝進行激烈的舞蹈，而在同一天公開的唱片封面，也是採用相同的服裝風格拍攝。
在2013年底時NMB48首度獲邀參加第64回NHK紅白歌合戰的演出，並選擇了《大蔥鴨們》一曲作為表演曲目，而成為該團體的紅白出道作。

## 销售成績
單曲上市後的首日銷量統計為27.0萬張，成功拿到Oricon公信榜單日銷售排行榜的榜首。此單日銷量數字虽未超過上张单曲《我们的发现》（僕らのユリイカ）的42.1萬張，但比上上张单曲《北川谦二》的26.0万张要稍高一些。在發售後首週的2013年10月14日Oricon單曲週榜中，本作品以37.5万張的數字獲得第一名，是出道以來第7張週榜冠軍單曲。

## 版本與收录內容

### Type-A
Type-A版本的封面照片包括上西惠、山本彩、矢倉楓子与薮下柊四人，而封底則是小谷里歩、吉田朱里、谷川愛梨与與儀凯拉四人。
CD
1. 《大蔥鴨們》 （カモネギックス）（曲長4分18秒）
2. 《太阳镜和知心话》（サングラスと打ち明け話）（曲長4分37秒）
3. 《在倾盆暴雨的青春之中》（どしゃぶりの青春の中で）（曲長4分33秒）
4. 《大蔥鴨們》純配樂（off vocal）版
5. 《太阳镜和知心话》純配樂版
6. 《在倾盆暴雨的青春之中》純配樂版

DVD
1. 《大蔥鴨們》MV
2. 《大蔥鴨們》舞蹈版（Dance Ver.）MV
3. 《在倾盆暴雨的青春之中》MV
4. 特典影片 希望星星完成的事情（ほしにねがうこと）前編

特典
1. 交换卡：由16種不同設計的卡片中隨機抽選一張附入唱片包裝中。但因為Type-A、-B、-C各有不同的卡片設計，因此實際上共有48種造型存在。
2. 全国握手会参加券

### Type-B
Type-B版本的封面照片包括市川美織、小笠原茉由、渡辺美優紀与山田菜菜四人，而封底則是門脇佳奈子、白間美瑠、高野祐衣与加藤夕夏四人。
CD
1. 《大蔥鴨們》
2. 《太阳镜和知心话》
3. 《追忆光线》（思わせ光線）（曲長3分53秒）
4. 《大蔥鴨們》純配樂版
5. 《太阳镜和知心话》純配樂版
6. 《追忆光线》純配樂版

DVD
1. 《大蔥鴨們》MV
2. 《大蔥鴨們》舞蹈版MV
3. 《追忆光线》MV
4. 特典影片 希望星星完成的事情 後編

特典
1. 交换卡
2. 全国握手会参加券

### Type-C
Type-C的封面照片是由演唱《大蔥鴨們》一曲的16名選拔組成員一同拍攝，而封底則是山本彩与渡边美優紀两人。
CD
1. 《大蔥鴨們》
2. 《太阳镜和知心话》
3. 《已经不甘于处于下风了》（もう裸足にはなれない）（曲長3分49秒）
4. 《大蔥鴨們》純配樂版
5. 《太阳镜和知心话》純配樂版
6. 《已经不甘于处于下风了》純配樂版

DVD
1. 《大蔥鴨們》MV
2. 《大蔥鴨們》舞蹈版MV
3. 《已经不甘于处于下风了》MV
4. NMB feat.吉本新喜劇（日语：吉本新喜劇） Vol.7

特典
1. 交换卡
2. 全国握手会参加券

### 劇場盤
劇場盤的封面照片的封面照片包括市川美織、山本彩、渡辺美優紀、山田菜菜、矢倉楓子与薮下柊六人，而封底則是主打曲《大蔥鴨們》的所有演唱成员。此版本與Type-A、B、C三版最大的不同在於收錄歌曲多了1首，達4首，但包裝中沒有附贈DVD。
CD
1. 《大蔥鴨們》
2. 《在倾盆暴雨的青春之中》
3. 《追忆光线》
4. 《时间开始告白》（時間は語り始める）
5. 《大蔥鴨們》純配樂版
6. 《在倾盆暴雨的青春之中》純配樂版
7. 《追忆光线》純配樂版
8. 《时间开始告白》純配樂版

特典
- 個別握手会参加券

## 歌曲與選拔成員
以下所提及的成員所屬分隊都是以單曲唱片發行的時間點為準。在新單曲中，包含正規成員與研究生在內的所有NMB48成員至少都參與了一首以上的歌曲演唱。

### 大蔥鴨們
與唱片同名的主打A面曲《大蔥鴨們》（カモネギックス）由秋元康作詞、井上义正作曲并编曲。
擔任此曲中央位置（center）成員的是山本彩，而在舞蹈編隊中站在她兩側的前排成員則分別是渡邊美優紀與山田菜菜。演唱此曲的選拔組成員包括了：
- Team N：市川美織、小笠原茉由、門脇佳奈子、小谷里歩、上西惠、白間美瑠、山本彩、吉田朱里、渡邊美優紀
- Team M：高野祐衣、谷川愛梨、矢倉楓子、山田菜菜、与仪凯拉（與儀ケイラ）
- Team BII：加藤夕夏、薮下柊

Team N的門脇佳奈子是自《北川謙二》發行11個月之後再次入選。與前一張單曲《我们的发现》的選拔名單比較，只有Team M队长岛田玲奈一人沒有入選此次新單曲的選拔。

### 太阳镜和知心话
《太阳镜和知心话》（サングラスと打ち明け話）被收錄於Type-A、-B、-C三個普通版本中，可視為是此張單曲唱片的第一B面曲，與過去幾張作品的作法有點類似，NMB48的唱片中第一B面曲經常不會拍攝對應的MV。此曲的作詞為秋元康，负责作曲的為KOUTAPAI；至于负责编曲的则为武藤星児。
这首歌曲是NMB48首曲“研究生”名义的歌曲，而在此之前，姐妹团AKB48与SKE48均已有“研究生”名义的歌曲，在這首歌中擔任center位置的成員是渋谷凪咲与林萌萌香。
演唱此曲的成員名單包括：
- 研究生：明石奈津子、石田優美、鹈野瑞希（鵜野みずき）、大段舞依、小川乃愛、川上千尋、澀谷凪咲、嶋崎百萌香、高山梨子、照井穂乃佳、中川紘美、中野麗来、西澤瑠莉奈、林萌萌香、松岡知穂、松村芽久未、三浦亜莉沙、森田彩花、山尾梨奈

### 在倾盆暴雨的青春之中
《在倾盆暴雨的青春之中》（どしゃぶりの青春の中で）是這張單曲作品中的小分組「白組」之演唱曲，收錄於Type-A與劇場盤中。新曲由秋元康作詞，渡边信一负责作曲，生田真心负责编曲。在此曲MV中擔任center位置的成員是一向負責白組領隊的山本彩。
獲選這次白組名單的成員包括：
- Team N：岸野里香、木下春奈、西村愛華、山本彩
- Team M：沖田彩華、村上文香、山岸奈津美、山田菜菜
- Team BII：井尻晏菜、植田碧麗、上枝恵美加
- 研究生：中川紘美

在這次白組的成員名單中，西村愛華、井尻晏菜、植田碧麗、中川紘美是第一次入選白組。沖田彩華之前原本是紅組的成員。在上一張單曲《我们的发现》的白組成員中，僅有Team M的東由樹未再入選白組。

### 追忆光线
《追忆光线》（思わせ光線）是這張單曲作品中的小分組「紅組」之演唱曲，收錄於Type-B與劇場盤中。這首歌是由秋元康作詞，渡边和紀负责作曲与编曲。在這首歌的MV中擔任center位置的成員是一向擔任紅組領隊的渡邊美優紀，而在MV中，Team M的Ace矢倉楓子也有不少戏份。
獲選這次紅組名單的成員包括：
- Team N：近藤里奈、山口夕輝、渡邊美優紀
- Team M：川上礼奈、木下百花、島田玲奈、三田麻央、矢倉楓子
- Team BII：太田夢莉、久代梨奈
- 研究生：大段舞依、山尾梨奈

在此次的紅組成員名單中，太田夢莉、久代梨奈、大段舞依與山尾梨奈是第一次加入紅組，而山口夕輝先前原本是白組的成員。島田玲奈是继第六张单曲《北川谦二》后间隔11个月再度加入红组。在上一張單曲《我们的发现》的白組成員中，僅有古賀成美与黒川葉月未再入選白組。

### 已经不甘于处于下风了
《已经不甘于处于下风了》（もう裸足にはなれない）是這張單曲作品中的小分組「難波鐵砲隊其之四」之演唱曲，僅收錄於Type-C中。歌曲由秋元康作詞，负责作曲的為福田貴史；至于负责编曲的则为佐佐木裕。在這首歌的MV中擔任center位置的成員是村瀬紗英与澀谷凪咲。
難波鐵砲隊其之四的成員包括：
- Team M：村瀨紗英
- Team BII：赤澤萌乃、日下木之实（日下このみ）、小林莉加子、室加奈子
- 研究生：川上千尋、澀谷凪咲、林萌萌香

日下木之实、小林莉加子、室加奈子、川上千尋与林萌萌香是第一次加入難波鐵砲隊的名單。

### 时间开始告白
《时间开始告白》（時間は語り始める）是一首僅有限量發行的劇場盤才有收錄的新歌，由所有未能入選單曲選拔組、白組、紅組與難波鐵砲隊的成員所共同演唱。歌曲由秋元康作詞，负责作曲的為Fujinotakafumi；至于负责编曲的则为野中MASA雄一，在這首歌中擔任center位置的成員是東由樹。
參與此曲的演唱成員包括：
- Team N：古賀成美
- Team M：東由樹、小柳有沙
- Team BII：石塚朱莉、梅原真子、黒川葉月、河野早紀、山内翼（山内つばさ）
- 研究生：明石奈津子、石田優美、鹈野瑞希、小川乃愛、嶋崎百萌香、高山梨子、照井穂乃佳、中野麗来、西澤瑠莉奈、松岡知穂、松村芽久未、三浦亜莉沙、森田彩花

## 外部連結
- http://nmb48.com/discography/8th_single.html（页面存档备份，存于）（NMB48官方網站）（日語）
- NMB48 YouTube官方頻道公開之簡短版MV或宣传影片
  - YouTube上的大葱鸭们
  - YouTube上的大葱鸭们（Dancing ver.）
  - YouTube上的在倾盆暴雨的青春之中
  - YouTube上的追忆光线
  - YouTube上的已经不甘于处于下风了
- 單曲宣傳街宣車
  - YouTube上的在澀谷行走的《大蔥鴨們》街宣車